# 紀元前360年代
紀元前360年代（きげんぜんさんびゃくろくじゅうねんだい）は、西暦による紀元前369年から紀元前360年までの10年間を指す十年紀。

## できごと

### 紀元前362年
- マンティネイアの戦い。

## 死去
- 紀元前362年 - エパメイノンダス、テーバイの将軍・政治家